# Хардебек
Хардебек (нем. Hardebek) — община в Германии, в земле Шлезвиг-Гольштейн. 
Входит в состав района Зегеберг. Подчиняется управлению Бад Брамштедт-Ланд.  Население составляет 466 человек (на 31 декабря 2010 года). Занимает площадь 10,01 км².